# Wasserschutzpolizei Hessen
Die Wasserschutzpolizei Hessen ist ein Teil der Polizei Hessens. Sie ist landesweit zuständig für die Erforschung und Verfolgung von Straftaten auf den Wasserstraßen und in den Häfen im Land Hessen. Ihr Hauptsitz ist in Wiesbaden und ist im Hessischen Polizeipräsidium Einsatz angebunden. 130 Mitarbeiterinnen und Mitarbeiter im Beamten- und Angestelltenverhältnis gehören der Wasserschutzpolizei an, sie betreuen über 525 Kilometer an den Flüssen und Seen in Hessen. Jährlich werden über 2100 gewerbliche Güterschiffe sowie Fahrgastschiffe und 2000 Sportboote umfangreichen Kontrollen unterzogen.

## Anfänge der Wasserschutzpolizei
Die polizeilichen Aufgaben auf Flüssen und in Häfen war bis in das 20. Jahrhundert hinein die jeweiligen lokalen und regionalen Polizeibehörden zuständig, eine eigene Wasserschutzpolizei bestand noch nicht. Nach dem Beschluss der US-Behörden vom 4. September 1945 erfolgte für das Gebiet der Amerikanischen Besatzungszone die Einrichtung einer Flusspolizei, die dem United States Army Transportation Corps unterstellt wurde. Die Zuständigkeit dieser Flusspolizei wurde am 1. April 1947 den Ländern übertragen. Im September 1948 beschlossen die Länder Baden-Württemberg, Bayern und Hessen für die Flüsse Main, Neckar und Rhein die Gründung einer Wasserschutzpolizei. Nach verschiedenen Umorganisationen wurde zum 7. Februar 1950 das Wasserschutzpolizeiamt Wiesbaden und die Hessische Wasserschutzpolizei zur Überwachung des Schiffsverkehrs auf den hessischen Flussabschnitten begründet. 1997 wurden die Wasserschutzpolizeidirektion mit den hessischen Autobahnpolizeistationen und der Polizeihubschrauberstation zum Hessischen Polizeiverkehrsamtes (HPVkA) zusammengefügt. Seit einer landesweiten Neuorganisation im Jahre 2023 sind die Dienststellen in einer Direktion Wasserschutzpolizei im Hessischen Polizeipräsidium Einsatz eingegliedert.

## Dienststellen der Wasserschutzpolizei Hessen

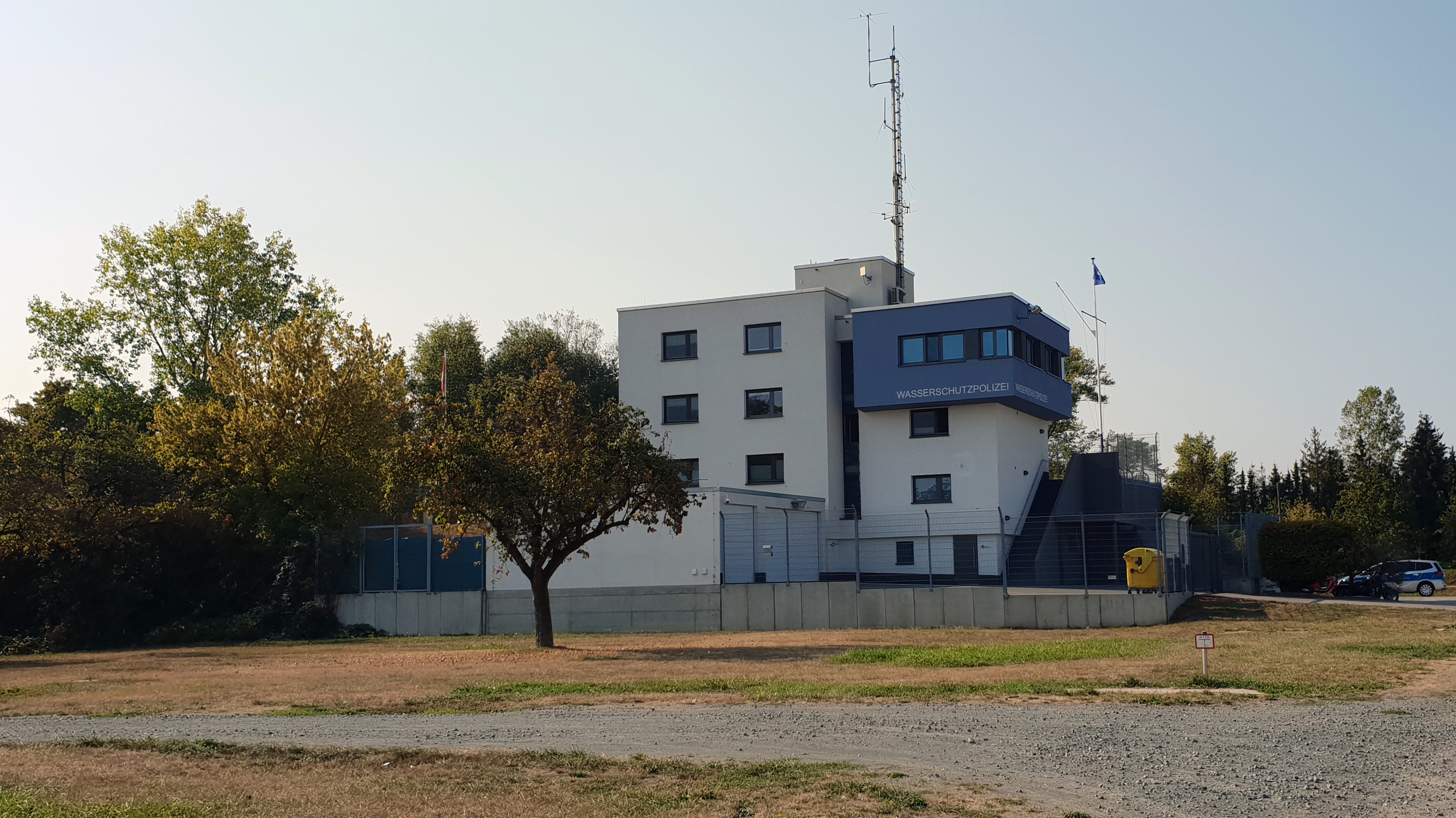
Wasserschutzpolizeistation Gernsheim

- Direktion Wasserschutzpolizei, Biebricher Straße 1, Mainz‐Kastel,
- Wasserschutzpolizeistation Frankfurt am Main, Lindleystraße 14, Frankfurt am Main, Zuständigkeitsbereich: Main von km 14,200 bis 66,550 (ganze Flussbreite) und Main von km 66,550 bis 77,110 (linke Flussseite)
- Wasserschutzpolizeistation Gernsheim, Rheinstraße 30, Gernsheim, Zuständigkeitsbereich: Rhein von km 437,000 bis 481,200 (rechte Stromseite)
- Wasserschutzpolizeiposten Kassel, Am Hafen 15, Kassel, Zuständigkeitsbereich: Fulda von km 0,000 bis 103,850 (ganze Flussbreite), Werra von km 10,390 bis 78,050 (ganze Flussbreite), sowie Weser von km 4,580 bis 45,60
- Wasserschutzpolizeistation Rüdesheim, Am Hafen 1, Rüdesheim Zuständigkeitsbereich: Rhein von km 508,420 bis 544,000 (rechte Stromseite)
- Wasserschutzpolizeiposten Waldeck, Ederseerandstraße 6, Waldeck, Zuständigkeitsbereich: Edersee von km 0,000 bis 38,000 (linkes Ufer), Edersee von km 0,000 bis 31,500 (rechtes Ufer), einschließlich Ausgleichsbecken bei Affoldern (Affolderner See), Diemelsee von km 0,000 bis 11,000 (linkes Ufer)
- Wasserschutzpolizeiposten Weilburg, An der Backstania 3, Weilburg, Zuständigkeitsbereich: Lahn von km (minus) ‐11,075 bis 80,720 (ganze Flussbreite)
- Wasserschutzpolizeistation Wiesbaden, Franziska-Retzinger-Promenade 110,  Mainz‐Kostheim, Zuständigkeitsbereich: Main von km 0,000 bis 14,200 (ganze Flussbreite), Rhein von km 481,200 bis 508,420 (rechte Stromseite)

Der Wasserschutzpolizeiposten Hirschhorn am Neckar wurde aufgelöst, die schifffahrtspolizeilichen Vollzugsaufgaben auf dem Neckar werden von der Polizei Baden-Württemberg übernommen.

## Zuständigkeit der Wasserschutzpolizei
Dem Hessischen Polizeipräsidium Einsatz obliegt als Wasserschutzpolizei die Erfüllung polizeilicher Aufgaben auf Wasserflächen, die in erheblichem Umfang mit Wasserfahrzeugen befahren werden oder auf denen Güterumschlag betrieben wird, einschließlich Häfen, Wasserbauwerken, Werften, Inseln, Kai- und Umschlaganlagen. Damit nimmt die hessische Wasserschutzpolizei alle polizeilichen und schifffahrtspolizeilichen Aufgaben auf den 530 Flusskilometer Binnenwasserstraßen und in den Häfen des Landes Hessen wahr, insbesondere auf den großen Wasserstraßen Rhein und Main, die jährlich von rund 70.000 gewerblichen Binnenschiffen befahren werden. Dazu gehören die Kontrollen des durchlaufenden Schiffsverkehrs und im Sommer auch des Sportbootverkehrs. Unfallschwerpunkt des Rheins in Hessen mit jährlich etwa 25 Schiffsunfällen liegt im Zuständigkeitsbereich der WSP-Station Rüdesheim, was sich vor allem aus der schmalen Fahrrinne, dem geringen Tiefgang und der starken Strömung erklärt. Seit der Jahrtausendwende stellt die steigende Zahl von Flusskreuzfahrten mit 1500 Anlandungen von Fahrgastschiffen pro Jahr eine neue Herausforderung dar. Sie hat die Aufsicht über die Beförderung von Kernbrennstoffen und sonstigen radioaktiven Stoffen sowie Anlagen, Geräten und Vorrichtungen gemäß Atomgesetz auf Binnenwasserstraßen, betreibt die Untersuchung von Unfällen im Zusammenhang mit dem Schifffahrtsbetrieb oder dem Schiffsumschlag, einschließlich der tödlichen Personenunfälle und die Schiffsfahndung sowie die Personen- und Sachfahndung. Der Wasserschutzpolizei obliegen auch die Bergung und Ländung von Wasserleichen und der Verkehrswarndienst bei aktuellen Verkehrsstörungen auf schiffbaren Wasserstraßen.
Eine zentrale Bedeutung kommt der Ausübung der schifffahrtspolizeilichen Vollzugsaufgaben zu. Gemäß der Vereinbarung zwischen der Bundesregierung und dem Land Hessen vom 23. Juli 1955 sind diese im Wesentlichen:
- Die Gefahren für den Schiffsverkehr zu ermitteln und diejenigen Maßnahmen zu ihrer Abwehr zu treffen, welche keinen Aufschub dulden.
- Die Einhaltung der der Sicherheit und Leichtigkeit des Schiffsverkehrs dienenden Vorschriften, insbesondere über das Verhalten im Verkehr, die Ausrüstung, die Besetzung und Bemannung, den Betrieb und die Kennzeichnung der Wasserfahrzeuge, Flöße und schwimmenden Anlagen zu überwachen.
- Die Schiffspapiere und die Befähigungsnachweise der Schiffsführer, -offiziere und -mannschaften, Floßführer, Fährführer und Lotsen auf den zuvor genannten Wasserfahrzeugen und Flößen zu prüfen.

Es ist zwischen schifffahrtspolizeilichen und strompolizeilichen Aufgaben zu unterscheiden, die sich nach dem Binnenschifffahrtsaufgabengesetz und dem Gesetz über die Aufgaben des Bundes auf dem Gebiet der Binnenschifffahrt definieren. Die Aufgaben des Wasserstraßen- und Schifffahrtsamt als Bundesbehörde werden für die Ausbildung bei der Hamburger Wasserschutzpolizei und die Beauftragung von der Hessischen Polizei übernommen. Ein weiterer Augenmerk gilt der Kontrolle gefährlicher Güter und der Bekämpfung von Umweltkriminalität angesichts der zunehmenden Unfallfolgen, da Größe und Tragfähigkeit der Binnenschiffe ständig wachsen und der Anteil riskanter Fracht an der Ladung zunimmt. Aus diesen Gründen wirkt die Wasserschutzpolizei im Hochwasser- und Eiskatastrophenschutz, im Gewässerwarndienst, beim Internationalen Warn- und Alarmplan Rhein (IWAP), beim Nautischen Informationsfunk und bei der staatlichen Anerkennung von Rettungstaten und Zivilcourage mit.

## Ausbildung
Polizeivollzugsbeamte nehmen mit einem absolvierten Fachhochschulstudium und Rettungsschwimmerabzeichen und Übernahme zur Wasserschutzpolizei eine dreijährige Fachausbildung wahr. Nach einem siebenwöchigen Einführungslehrgang auf einem Polizeiboot schließen sich an der Wasserschutzpolizeischule Hamburg der dreimonatige Wasserschutzpolizei (WSP)-Fachlehrgang-Binnen und der einwöchige Sprechfunklehrgang an, der mit dem Erwerb des UKW-Sprechfunkzeugnis für den Binnenschifffahrtsfunk endet. Nach zweijähriger Zugehörigkeit zur WSP wird die Bootsführerprüfung abgelegt. Wiederum ein Jahr später wird an der Wasserschutzpolizeischule Hamburg der Ausbildungslehrgang Radar besucht. Nach Abschluss der Ausbildung erfolgt die Erteilung des Behördenpatentes für den Rhein für die Strecke Mannheim – Sankt Goar.

## Dienstkleidung
Für das Tragen des Dienstanzugs gelten die Bestimmungen der hessischen Bekleidungsvorschriften. Auf den dunkelblauen Tuchjacken der Wasserschutzpolizei ist die Amtsbezeichnung durch Abzeichen aus rings um beide Ärmel geführten goldfarbenen Streifen erkennbar. Der unterste Streifen wird 80 mm oberhalb der Ärmelkante, die übrigen Streifen werden darüber 2 mm voneinander entfernt angebracht. Je ein goldfarbener Polizeistern aus Metall mit einem Ankersymbol mit dem Landeswappen ist von dessen Mittelpunkt gemessen 15 mm oberhalb der Streifen angebracht. Er hat einen Durchmesser von 22 mm. Gleichfalls ist die Amtsbezeichnung an den abnehmbaren Schulterklappen aus blauem Stoff mit Lasche abzulesen. Klappe und Lasche werden durch einen goldfarbenen Druckknopf mit Ankersymbol, 16 mm, verbunden und an einem am Bekleidungsstück angebrachten Stofftunnel befestigt. Auf den Schulterklappen sind goldfarbene Streifen angebracht. Die Ärmelabzeichen in Schildform sind aus blauem Stoff und tragen in der Mitte das Landeswappen. Über dem hessischen Landeswappen steht das Wort POLIZEI. Die Schrift und der Randstreifen sind goldfarben. Die Ärmelabzeichen werden am linken Ärmel angebracht. Bei Strickbekleidungsstücken werden die Abzeichen an der linken Brustseite angebracht. Alle Schirmmützen tragen 10 mm unter dem oberen Rand des Schirms den goldfarbenen Polizeistern. Unmittelbar darunter ist die Kokarde in den Bundesfarben, umrahmt von einem goldfarbenen Eichenlaubkranz angebracht. Die Schirmmützen sind mit goldfarbenen Mützenbändern und goldfarbenen Knöpfen versehen.

## Flotte

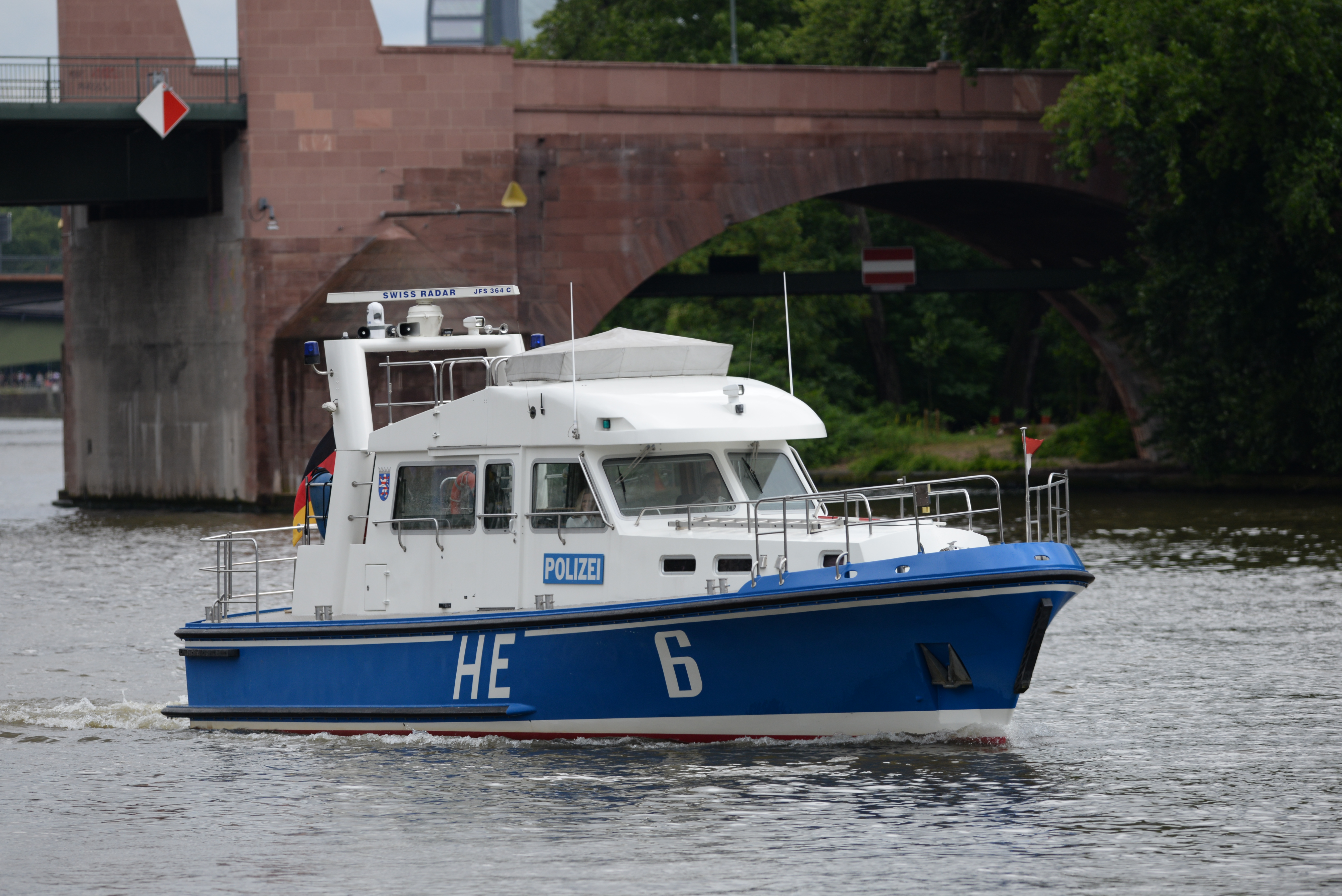
Streifenboot Hessen 6 (2016)

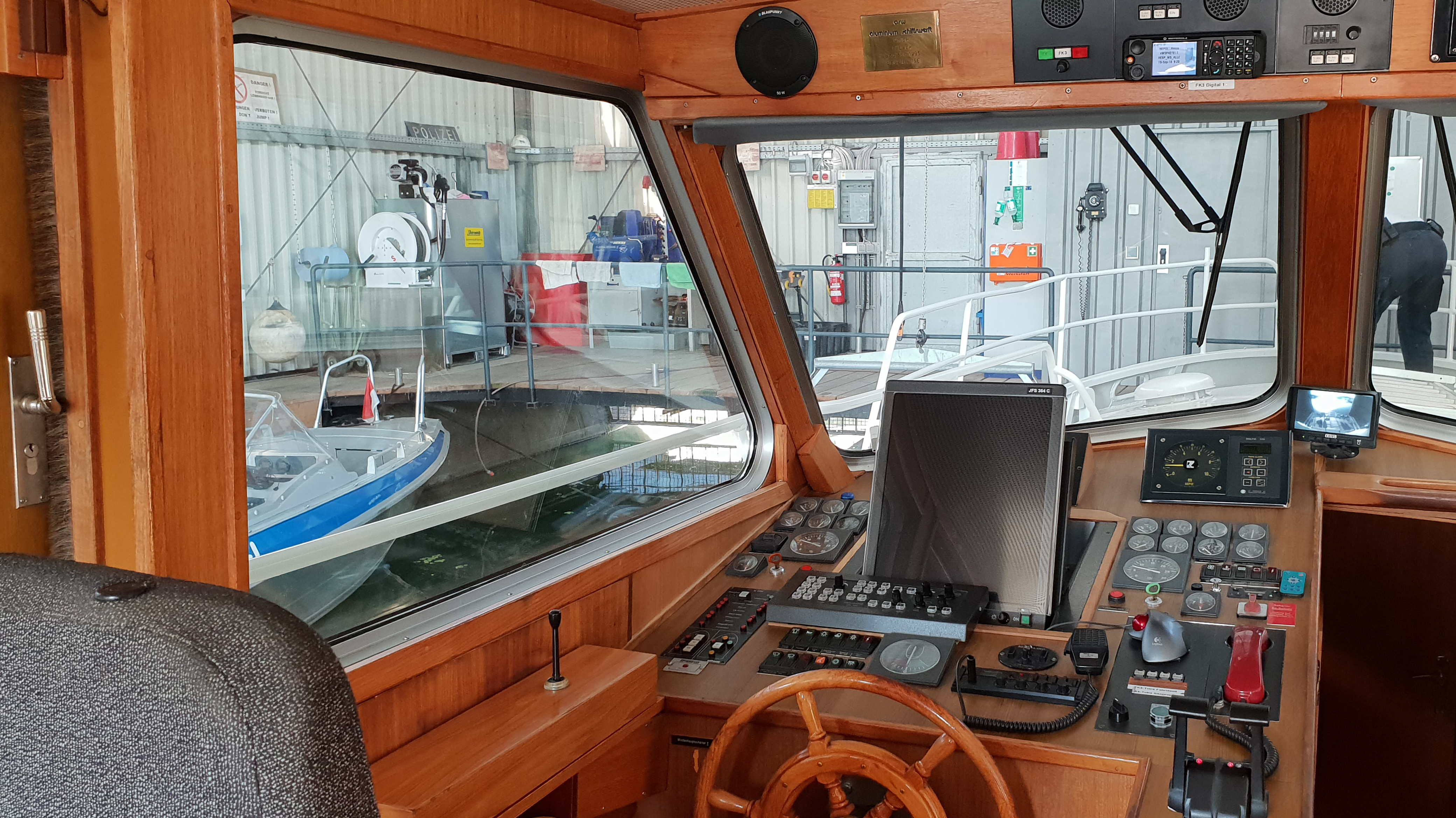
Fahrstand der Hessen 7 bis 2018 bei der WSP Station Gernsheim

Der Wasserschutzpolizei Hessen stehen acht schwere und zwölf leichte Streifenboote zur Verfügung. Die Modernisierung der Flotte wurde 2019 mit der Indienststellung der Hessen 5 für die Wasserschutzpolizei Rüdesheim abgeschlossen. Die Gesamtinvestitionen in den vergangenen Jahren für alle fünf Streifenboote belaufen sich auf über vier Millionen Euro. Weitere 400.000 Euro investiert das Land derzeit für die Anschaffung von drei leistungsstarken Festrumpfschlauchbooten, die ebenfalls 2019 an die Wasserschutzpolizei Hessen übergeben werden.
- Hessen 1 – Kennzeichen: HE 1, Standort: Direktion Wasserschutzpolizei in Mainz-Kastel, Hersteller: Neckar-Bootsbau Ebert GmbH in Neckarsteinach, Baujahr und Indienststellung: 1970, Führungs- und Ausbildungsboot. Es wird regelmäßig zu mehrwöchigen Ausbildungsfahrten aber auch als Führungsboot und Übersetzmittel für Einsatzeinheiten der Bereitschaftspolizei genutzt, es ist das älteste Boot der Hessischen Wasserschutzpolizei.[11]

- Hessen 2 – Kennzeichen: HE 2, Standort: seit Oktober 2019: WSP-Station Frankfurt am Main, zuvor: WSP-Station Wiesbaden, Hersteller: ASW in Lübeck, Baujahr und Indienststellung: 1993. Schweres Streifenboot der Hessischen Wasserschutzpolizei, Antrieb mit zwei V12-MTU-Dieselmotoren (je 300 kW / 400 PS), Länge: 15,40 m, Breite: 3,80 m, Tiefgang: 1,00 m, Verdrängung: 14,00 Kubikmeter,  Geschwindigkeit: 27 Knoten.

- Hessen 3 – Kennzeichen: HE 3, Standort: WSP-Station Gernsheim, Hersteller: Firma Siemer Jachtservice Hunte-Ems GmbH in Barßel, Baujahr und Indienststellung:  25. Oktober 2018. Schweres Streifenboot, Antrieb mit zwei IVECO-Dieselmotoren (je 368 kW / 500 PS), Länge: 15,60 m, Breite: 4,00 m, Tiefgang: 1,10 m, Höhe über Wasserlinie: 4,00 m, Kraftstofftank: 2.000 l,  Geschwindigkeit: 27 Knoten (50 km/h), Flybridge (Außenfahrstand), Übersteigeinrichtung, um auf hohe Schiffe gelangen zu können. Radaranlage mit elektronischer Flusskarte (ECDIS) und AIS Ausstattung (Automatic Identification System), Wärmebildkamera zur Unterstützung bei Suchmaßnahmen.[12]

- Hessen 4 – Kennzeichen: HE 4, Standort: bis 08/2019: WSP-Station Rüdesheim am Rhein als Hessen 4, seit 08/2019: Direktion Wasserschutzpolizei, Hersteller: Bootswerft Genthin in Tangermünde, Baujahr und Indienststellung: 2005. Schweres Streifenboot, Antrieb mit zwei MTU-Dieselmotoren (je 370 kW / 500 PS), Verbrauch: 30 Liter Diesel je Stunde, Länge: 15,40 m, Breite: 3,80 m, Tiefgang: 1,00 m, Verdrängung: 14,00 Kubikmeter, Geschwindigkeit: 27 Knoten (50 km/h). Das Boot ist seit August 2019 in Mainz-Kastel bei der Direktion  Wasserschutzpolizei als Poolboot stationiert und wird bei Reparaturen oder sonstigen Ausfällen der Stationsboote eingesetzt.[7]

- Hessen 5 – Kennzeichen: HE 5, Standort: WSP-Station Rüdesheim, Hersteller: Firma Siemer Jachtservice Hunte-Ems GmbH in Barßel, Baujahr und Indienststellung:  21. August 2019. Schweres Streifenboot, Antrieb mit zwei IVECO-Dieselmotoren (je 368 kW / 500 PS), Länge: 15,60 m, Breite: 4,00 m, Tiefgang: 1,10 m, Höhe über Wasserlinie: 4,00 m, Kraftstofftank: 1.300 l,  Geschwindigkeit: 27 Knoten (50 km/h), Flybridge (Außenfahrstand), Übersteigeinrichtung, um auf hohe Schiffe gelangen zu können. Radaranlage mit elektronischer Flusskarte (ECDIS) und AIS Ausstattung (Automatic Identification System), Wärmebildkamera zur Unterstützung bei Suchmaßnahmen.[13]

- Hessen 6 – Kennzeichen: HE 6, Standort: WSP-Station Frankfurt am Main, Hersteller: Firma Siemer Jachtservice Hunte-Ems GmbH in Barßel, Baujahr und Indienststellung: 3. November 2009. Schweres Dienst- und Aufsichtsboot, Länge: 15,00 m, Antrieb mit zwei Schiffsdiesel (740 PS). Geschwindigkeit: 24 Knoten (45 km/h), Kaufpreis: 736 000 Euro.

- Hessen 8 – Kennzeichen: HE 8, Standort: WSP-Station Wiesbaden, Hersteller: zweites Boot, welches für die Hessische Wasserschutzpolizei von der Firma Siemer Jachtservice Hunte-Ems GmbH in Barßel gebaut wurde, Baujahr und Indienststellung: 2012, Großes Streifenboot der Wasserschutzpolizei in Wiesbaden (301 kW / 409 PS). Kaufpreis: 840.000 Euro. Baumuster für die beiden neuen schweren Streifenboote Hessen 3 und Hessen 5 aus 2018.[14][15]

## Trivia
- Am 11. Februar 1969 wurde der Chor der Hessischen Wasserschutzpolizei in Mainz-Kastel gegründet. Der Chor besteht aus 35 aktiven Sängern und zwei Akkordeonspielern und präsentiert Liedgut der christlichen Seefahrt. Seit 2013 ist der Chor beim Vereinsregistergericht als e.V. eingetragen und hat sich eine neue, moderne Satzung gegeben. Im Januar 2018 ist der Chor dem Hessischen Sängerbund e. V. beigetreten und damit auch dem Sängerkreis Wiesbaden.[16]
- Die Firma Klaus Krick Modelltechnik in Knittlingen vertreibt ein Modell im Maßstab 1:20 des Streifenboots Hessen 4[17]